# Abies beshanzuensis
Abies beshanzuensis (ялиця байшаньська, кит.: 百山祖冷杉, bai shan zu leng shan) — вид ялиць родини соснових.

## Поширення, екологія
Ендемік китайської провінції Чжецзян, де зустрічається на горі Байшань-цу на 27°45'N, 119°11'E. Відомий по кількох дорослих особинах у дикій природі, без природного поновлення, у погіршеному для покритонасінних лісі. Згідно зі звітом Дадлі (1988), в 1987 році залишилося тільки три окремі дерева з популяції відкритої в 1963 році з усього 7 дерев, з яких чотири були квітучі і з шишками в той час. Популяція значно зменшилася в розмірах після повеней і наступних зсувів у цьому районі. Росте на середині високої гори у вологій південно-східній частині Китаю, з теплим літом і прохолодною вологою зимою (річна кількість опадів ≈ 1250 мм), росте між 1500–1700 м над рівнем моря з іншими хвойними, такими як Tsuga chinensis, Cephalotaxus sinensis, Taxus chinensis і широколистими деревами, наприклад: Castanopsis, Fagus lucida, Quercus, Acer, Magnolia cylindrica, Lithocarpus hancei.

## Морфологія
Дерево до 30 м у висоту і 80 см діаметра (але після 1987 року жодних диких дерев не було більше, ніж 15 м заввишки і 25 см завширшки), з прямим круглим стовбуром і довгими, горизонтально розлогими гілками. Кора гладка і світло-сіра на молодих деревах, а пізніше стає лускатою і поздовжньо тріщинуватою. Вегетативні бруньки від яйцеподібних до конічних, смолисті. Листки блискучі темно-зелені зверху, блідіші знизу, розміром (1)1,5–3,5(4,2) см × 2,5–3,5 мм є 2 білі смуги знизу.
Пилкові шишки бічні, в пазухах листків, довжиною 2–2.5 см, жовті з червоними мікроспорофілли. Насіннєві шишки бічна, прямостоячі, коричнево-жовті або світло-коричневі під час зрілості, циліндричні, розміром 7–11 × 3,5–4,5 см. Насіння довгасто-обернено-яйцювате, розміром 6–9 × 3–4 мм, 13–19 мм довжиною включаючи крила. Запилення відбувається у травні, насіння дозріває з жовтня по листопад.

## Використання
Крім спроб виростити іншого використання нема.

## Загрози та охорона
Вирубка лісів (для сільського господарства) вже в минулому скоротила населення до кількох дерев. Регенерація лісу в основному викликає панування покритонасінних і бамбука в цей час на місці, де Abies жив до того. На популяцію вплинули повені в минулому, і це залишається майбутньою загрозою. Цей вид був узятий під вирощування з живців на лісовій ділянці в Qingyuan, південний Чжецзян, Китай. Решта рослини в дикій природі знаходяться під охороною.